# Frog Went A-Courtin'
Frog Went A-Courtin (em português: O sapo queria cortejar) é um livro de John Langstaff e ilustrado por Feodor Rojankovsky. Liberado por Harcourt, foi o receptor da medalha de Caldecott pela ilustração em 1956. Ele baseou-se na canção popular "Frog Went A-Courting". O livro foi publicado em 1955.